# Cloud Atlas Symphony
Cloud Atlas Symphony ist ein sinfonisches Werk von Gene Pritsker. Es entstand parallel zu der Filmmusik des 2012 erschienenen Films Cloud Atlas unter der Regie von Tom Tykwer und den Wachowskis, basierend auf dem Roman von David Mitchell. Die Filmmusik, komponiert von Tom Tykwer, Reinhold Heil und Johnny Klimek, wurde von Gene Pritsker orchestriert und vom MDR Sinfonieorchester Leipzig aufgeführt.
Die Sinfonie, die gemeinsam mit der Filmmusik in Auftrag gegeben wurde, wurde am 11. November 2012 beim Impuls Festival in Halle unter der Leitung von Kristjan Järvi uraufgeführt. NEscapes Records veröffentlichte später die Sinfonie als digitalen Download, aufgeführt vom MDR Sinfonieorchester Leipzig und Chor.

## Hintergrund und Komposition
Die Cloud Atlas Symphony entstand aus Gene Pritskers Beteiligung als Orchestrator. Die Filmmusik ist eine Gemeinschaftskomposition, die lange vor der Produktion des Films begann, wobei die Komponisten Tykwer, Heil und Klimek musikalische Themen und Materialien entwickelten. Pritsker hatte die Aufgabe, diese elektronischen und mitunter gesampelten Elemente in orchestrale Kompositionen zu verwandeln, neue Klangfarben hinzuzufügen und bestimmte Ideen zu erweitern. Dieser Prozess ermöglichte es ihm, mit modernen erweiterten Techniken und orchestraler Schreibweise zu experimentieren.
Gleichzeitig wurde Pritsker beauftragt, eine Sinfonie basierend auf der Musik des Films zu komponieren. Er betrachtete diese Sinfonie als eigenständige Einheit innerhalb des künstlerischen Universums von Cloud Atlas, neben dem Roman, dem Film und der Filmmusik. Die Sinfonie sollte eine neue Perspektive auf die Geschichte bieten, indem sie Musik verwendet, um ihre Themen und Emotionen ohne die Einflüsse begleitender visueller Medien zu erkunden. Die Sinfonie besteht aus sechs Sätzen, die die sechs verflochtenen Handlungsstränge des Romans und Films widerspiegeln, obwohl sie nicht direkt mit bestimmten Charakteren oder Handlungen korrelieren. Stattdessen dient sie als übergreifende musikalische Interpretation der Cloud Atlas-Erzählung.
Pritsker beschreibt die Sinfonie als ein unabhängiges Werk, ähnlich wie Igor Strawinskys Ansatz in seiner Pulcinella Suite, worin er die Musik von Pergolesi neu interpretierte. Die Sinfonie enthält Echos des filmmusikalischen Materials, wobei einige Sätze direkter das Originalzitat der Partitur aufgreifen als andere.

## Struktur und Themen
Die Sinfonie ist in sechs Sätze gegliedert, die jeweils unterschiedliche musikalische Ideen und Themen erkunden.
Erster Satz - Evolving
"Evolving" entwickelt das "Cloud Atlas Sextet"-Thema aus der Filmmusik. Pritsker beginnt mit den ersten beiden Noten des Themas, führt nach und nach zusätzliche Töne ein und verwebt sie mit seinen eigenen Melodien. Dieser Satz zeichnet sich durch geschichtete Phrasierung und starke Dynamik aus, mit Blechbläsern und Schlagzeug in einem Eröffnungsstück voller Warnung und Vorahnung. Das Tempo nimmt zu und baut sich zu einem klimaktischen Beckenschlag auf, gefolgt von Holzbläsern und anhaltenden Blechbläsernoten. Dieser Prozess der thematischen Entwicklung gipfelt in einer Präsentation des vollständigen Themas. Die Orchestrierung ist direkt und kraftvoll, erinnert an David Diamonds Sinfonie Nr. 1 und stellt Wolken als rohe, ungezähmte Kraft dar.
Zweiter Satz - Meditation
"Meditation" beginnt mit einer Textur, die aus einem elektronisch modifizierten Klang in der Filmmusik abgeleitet ist, den Pritsker orchestrierte und mit eigenen Melodien erweiterte. Eröffnet mit sanften, beruhigenden Streichern und einem ausdrucksstarken Violinsolo, führt dieser Satz Spannung mit einer dissonanten Klarinettenpassage ein.
Dritter Satz - Influence
In "Influence" adaptierte Pritsker ein eigenes, älteres Stück, "Unseen", indem er dessen Hauptmelodien entfernte und ein humorvolles Thema aus der Filmmusik einfügte, wodurch ein Kontrast zwischen der ernsten Orchestrierung und der verspielten Melodie entstand.
Vierter Satz - Groove Travelers
Im vierten Satz mit dem Titel "Groove Travelers" verwandelt Pritsker das gesamte Orchester in ein riesiges Schlagzeug, um einen einzigartigen orchestralen Groove zu schaffen. Der Anfang enthält ein Schlagzeugset, das für das Ensemble orchestriert wurde, wobei erweiterte Techniken über alle Instrumente hinweg genutzt werden. Über diesem rhythmischen Fundament entwickelt Pritsker eine melodische Phrase aus dem Film zu einem Kanon. Der Satz zeichnet sich durch seinen minimalistischen Stil aus, der einen konsistenten Groove mit Höhepunkten beibehält, die das rhythmische Muster wiederholt neu starten.
Fünfter Satz - Connected
Dieser Satz greift das "Cloud Atlas Sextet"-Thema wieder auf, das im ersten Satz entwickelt wurde, und integriert es in einen breiteren musikalischen Kontext. Diesmal wird das Thema jedoch als Echo mit impressionistischen Harmonien und Farben präsentiert. Die Melodie ist, ähnlich wie impressionistische Kunst, verschwommen und schafft ein Gefühl der Vertrautheit, während sie dennoch schwer fassbar bleibt. Das Wiederauftreten des Themas unterstreicht seine Bedeutung als einheitliches Element innerhalb der Sinfonie und der Cloud Atlas-Geschichte.
Sechster Satz - Eternal
"Eternal" entstammt der Schlussmusik des Films. Die Komponisten schrieben ursprünglich eine Marschmelodie, die Pritsker bewunderte, aber er fand, dass die ursprünglichen Harmonien zu standardmäßig und an andere Musik erinnernd waren. Er bat um Erlaubnis, seine eigene Version des Themas zu erstellen, indem er eigene Harmonien und eine farbenreichere Orchestrierung einbrachte. Dieser Satz war der erste, den Pritsker für die Sinfonie komponierte, noch bevor die anderen Sätze entstanden.
Der letzte Satz wird als heroisch beschrieben und könnte mit der Geschichte der Unterdrückung innerhalb der Cloud Atlas-Erzählung in Verbindung stehen. Eröffnet mit langsamen Klavierakkorden gegen anhaltende Streicher, vermittelt dieser Satz ein introspektives, nostalgisches Gefühl. Er baut sich zu einem kraftvollen und triumphalen Abschluss auf, wobei die Blechbläser eine letzte Aussage machen. Der Satz fängt einen langsamen, aber entschlossenen Marsch ein und trägt zur Gesamtporträtierung der Wolken in der Sinfonie bei.

## Bibliographie
- Paul Muller: Gene Pritsker – Cloud Atlas Symphony. In: sequenza21.com, 2022. (online)
- Gene Pritsker: Composing Cloud Atlas Symphony. In: Stoppe, Sebastian (Hrsg.), Film in Concert: Film Scores and their Relation to Classical Concert Music, 2014. S. 145–160. ISBN 978-3-86488-060-5. doi:10.25969/mediarep/16802.